# Hibbertia guttata
Hibbertia guttata är en tvåhjärtbladig växtart som beskrevs av Toelken. Hibbertia guttata ingår i släktet Hibbertia och familjen Dilleniaceae. Inga underarter finns listade i Catalogue of Life.